# Большая Ошла
Больша́я Ошла́ — река в России, протекает в Республике Марий Эл и Кировской области. Устье реки находится в 107 км по правому берегу Малой Кокшаги. Длина реки составляет 73 км, площадь водосборного бассейна — 681 км².

## География
Исток реки в Яранском районе у посёлка Майский в 30 км к юго-западу от Яранска в лесном массиве близ границы с Марий Эл. Вскоре после истока река примерно на 10-километровом участке образовывает границу между Санчурским районом Кировской области и Оршанским районом Марий Эл. После этого река перетекает в Марий Эл и большая часть течения реки проходит по Медведевскому району этой республики.
В верхнем течении течёт на юг, в среднем и нижнем — на юго-восток. В нижнем течении протекает по заболоченной низине, дробится на рукава, образует старицы. Между селом Цибикнур и посёлком Новый — вдоль реки обширные торфяники с торфоразработкой и мелиоративными канавами. Впадает в Малую Кокшагу в черте городского округа «Город Йошкар-Ола», примерно в 4 км к северо-востоку от центра города.
На реке расположены деревни Малая Турша, Средняя Турша, посёлок Ошла.

## Притоки
- 24 км: река без названия, у с. Ошла Мучаш (лв)
- 32 км: река Упша (лв)
- 47 км: река Турша (в водном реестре — река без названия, у с. Курманаево, пр)
- река Пан (лв)
- река Патья (пр)
- река Тютюйка (лв)
- река Малая Ошла (лв)

## Данные водного реестра
По данным государственного водного реестра России относится к Верхневолжскому бассейновому округу, водохозяйственный участок реки — Волга от Чебоксарского гидроузла до города Казань, без рек Свияга и Цивиль, речной подбассейн реки — Волга от впадения Оки до Куйбышевского водохранилища (без бассейна Суры). Речной бассейн реки — (Верхняя) Волга до Куйбышевского водохранилища (без бассейна Оки).
Код объекта в государственном водном реестре — 08010400712112100001166.